# Banco Etcheverría
Banco Etcheverría fue un banco español fundado en Betanzos (La Coruña, Galicia) en 1717. Fue, hasta su desaparición, el banco más antiguo de España.
El 18 de diciembre de 2013, Banco Etcheverría, filial de Banesco, compró el 88,33 % del capital de NCG Banco al Fondo de Reestructuración Ordenada Bancaria (FROB) y al Fondo de Garantía de Depósitos (FGD).
El 14 de noviembre de 2014, se produjo la fusión con NCG Banco.

## Historia
Su fundador fue Juan Etcheverry, de nacionalidad francesa, quien se estableció en Betanzos. Allí fundó el banco en 1717 y una fábrica de curtidos de pieles, que llegó a ser una de las más importantes de Galicia.
En 1964, se transformó en sociedad anónima.
En 2002, Caixa Galicia y Banco Etcheverría llegaron a un acuerdo por el que la caja adquirió el 37,12 % de este último, por 13,25 millones de euros.
En abril de 2013, el banco venezolano Banesco adquirió el 44,73 % de Banco Etcheverría a NCG Banco, heredero de los activos financieros de Caixa Galicia, así como parte de la participación de la familia Etcheverría. De esta manera, el 69,74 % del capital social de Banco Etcheverría pasó a ser propiedad de la entidad venezolana. Además, el presidente de Banesco, Juan Carlos Escotet, fue nombrado vicepresidente del consejo de administración de Banco Etcheverría.
Entonces, disponía de 34 oficinas (29 en Galicia, 4 en Madrid y otra en Valladolid). En junio de 2013, se anunció la compra por parte de Banco Etcheverría a NCG Banco de un paquete de 66 oficinas de su red de fuera de Galicia por 75,4 millones de euros.
El 18 de diciembre de 2013, se anunció que Banco Etcheverría, filial de Banesco, era el vencedor de la subasta de NCG Banco en la primera fase de la misma tras una oferta de 1003 millones de euros, sin ayudas públicas excepto unas garantías adicionales de 275 millones. De esta manera, compró el 88,33 % del capital de NCG Banco que estaba en manos del Fondo de Reestructuración Ordenada Bancaria (FROB) y el Fondo de Garantía de Depósitos (FGD).
El 25 de junio de 2014, se culminó la adquisición y se aprobó la designación del presidente de Banco Etcheverría, Javier Etcheverría, como presidente de NCG Banco.
Dicha adquisición fue realizada a través de Banesco Holding Financiero 2, S.L.U., propietario de la mayoría del capital de Banco Etcheverría.
El 6 de octubre de 2014, las Juntas Generales de Accionistas de NCG Banco y Banco Etcheverría respaldaron la fusión por absorción de Banco Etcheverría por NCG Banco. El 14 de noviembre de 2014, se produjo la fusión con NCG Banco. Los días 15 y 16 de noviembre de 2014, se produjo la fusión tecnológica y el cambio de marca en las oficinas de Banco Etcheverría. La entidad resultante tendría la sede social en Betanzos (La Coruña).
El 1 de diciembre de 2014, NCG Banco, S.A. cambió su denominación social por ABANCA Corporación Bancaria, S.A.

## Accionariado
A 31 de diciembre de 2013, Banesco (a través de Banesco Holding Financiero 2, S.L.U.) controlaba el 82,42 % de Banco Etcheverría mientras que la familia fundadora mantenía la parte restante.

## Red de oficinas
El banco estaba especializado en la banca personal, con tratamiento a los clientes de forma individualizada.
En diciembre de 2013, contaba con 117 oficinas en España.
En marzo de 2014, abrió su primera oficina en México dentro de la primera fase del proyecto de expansión en Hispanoamérica que comenzó con la apertura de oficinas de representación en Caracas, México y Panamá.